# 被遺忘權
被遺忘權（英語：right to be forgotten）是一種人權概念，即人們有權利要求移除有关于自己的負面訊息或過時的個人身分資訊，搜尋結果；但有爭議的點在於，任何人權基礎都不可侵害他人本有的基本人權，比如，因為產生了與言論自由間的衝突，與可能產生互联网审查的疑慮，因此引發了爭議，且法律框架仍不明確。應當注意，應用時有很嚴格的前提條件。

## 發展
2014年5月13日，欧洲法院裁決，當個人資料顯然已過時且不相關時，民眾有權行使「被遺忘權」，這對Google等搜尋引擎公司產生了巨大影響。5月29日，Google製作了一個網路表單（Webform）以接受歐洲民眾的請求，Google另組成了一個獨立委員會，以建議與確保Google在歐洲履行新的隱私保護責任，當中成員包括了維基百科創辦人之一的吉米·威爾斯。
2014年，负责维基百科运作的维基媒体基金会表示，已经接到谷歌公司通知，维基百科页面的50多个链接将根据欧盟“被遗忘权”法被谷歌搜索引擎移除，其中包括活跃于1970年代的一个黑帮组织的意大利文介绍以及1980年代被判刑入狱的一名爱尔兰商人的照片等。维基百科对谷歌公司的决定表示反对。吉米·威尔斯，維基百科的創始人之一，現為維基媒體基金會理事會榮譽主席，谈到欧盟通过实施的“被遗忘权”法时说：“我出现在公众视野中已经有一段时间了，对我说好说歹的人都有。这就是历史。我永远都不会通过任何像这样的法律程序来试图压制真理。”
2014年，中華職棒米迪亞暴龍隊球團前負責人施建新在臺灣臺北地方法院訴請臺灣Google撤銷關於其先前負面資訊之連結，但於2015年1月遭宣告敗訴，並於其後再度提起上訴。
2015年，埼玉縣地方法院勒令Google刪除關於一名男子之相關負面報導；此案為日本首宗涉及「被遺忘權」之判決。
2016年，一名義大利女子在為自己爭得「被遺忘權」以刪除其遭流傳於網路上之性愛影片，但後來仍因不堪龐大訴訟費用及眾人持續嘲笑而自殺身亡。
2016年年底，Google公司在巴西「被遺忘權」案件中獲判勝訴。
2018年歐盟一般資料保護規範（GDPR）執行，被遺忘權在世界舞台上正式有直接的法律基礎。GDPR亦影響了之後的各國法令，比如2020年開始執行的美國加洲消費者隱私法案（California Consumer Privacy Act），以及2021年11月生效的中華人民共和國個人信息保護法（PIPL）；被遺忘權也被納入其中。
在香港及世界諸多地區，該權利引發權貴濫用等許多疑慮。

## 連結
- 歐洲隱私權保護法規對搜尋結果的影響 – 資訊公開報告 – Google（页面存档备份，存于）

## 閱讀
- 互聯網的「被遺忘權」* | Hong Kong Lawyer（页面存档备份，存于）
- 在幽微中摸索前進的被遺忘權 - 眾律國際法律事務所
- 网络不是档案馆――谈谈被遗忘权（页面存档备份，存于）
- 理慈國際科技法律事務所 -- 「被遺忘權」 (台灣)
- 背景：在国家和地区环境下的被遗忘权 - IFLA（页面存档备份，存于）

 本文全部或部分内容来自美国联邦政府所属的美国之音网站。根据版权条款（英文）和有关美国政府作品版权的相关法律，其官方发布的内容属于公有领域。